# Willy Döll
Willy Döll (dates de naissance et décès inconnues) est un scénariste et réalisateur allemand de la période de l'entre-deux-guerres.

## Filmographie partielle

### Comme scénariste
- 1929 : L'Enfer des pauvres de Phil Jutzi
- 1933 : Schleppzug M 17 d'Heinrich George et Werner Hochbaum
- 1934 : Revolt of the Fishermen (Vosstaniye rybakov) d'Erwin Piscator

### Comme réalisateur
- 1938 : Wir marschieren mit